# Leptoxis showalterii
Leptoxis showalterii är en snäckart som först beskrevs av I. Lea 1860.  Leptoxis showalterii ingår i släktet Leptoxis, och familjen Pleuroceridae. IUCN kategoriserar arten globalt som utdöd. Inga underarter finns listade i Catalogue of Life.